# L'Insurgé (hebdomadaire)
Pour les articles homonymes, voir L'Insurgé.
L'Insurgé abréviation de L'Insurgé  politique et social est un hebdomadaire créé le 13 janvier 1937 par Thierry Maulnier et Jean-Pierre Maxence, qui paraît jusqu'au 23 octobre 1937. Sa ligne politique suit celle d'une droite catholique maurrassienne et il comptait parmi ses collaborateurs Henri Massis, Maurice Blanchot et Dominique Aury. L'hebdomadaire comptait environ deux mille abonnés et vingt mille lecteurs.
Il a été en butte à des poursuites judiciaires de mars à septembre. Tout comme Combat, et de même orientation politique, cette revue  est caractéristique des contradictions et les difficultés de la Jeune Droite. Elle est dirigée contre le Front populaire et surtout contre Léon Blum. 
Maurice Blanchot s'y maintient jusqu'au bout tout en représentant une forme de dissidence au pro-hitlérisme, à la suite de poursuite judiciaires dont la revue fait l'objet. Il écrit en moyenne deux articles par semaine : un pour la rubrique politique, un pour la rubrique littéraire.
Parmi les autres collaborateurs importants, on compte Henri Massis  qui a publié dans le numéro 26 du 7 juillet 1937 un article : L'Honneur de servir.

## Postérité
En 2020, l'Action française a relancé L'Insurgé comme journal étudiant,.